# Autoroute A 44
Die Autoroute A 44 war eine geplante Autobahn in Frankreich, die von Limonest nach Vienne führen sollte. Nach ihrer Fertigstellung sollte sie eine Westumfahrung von Lyon bilden. Mittlerweile wurden die Planungen für das Projekt jedoch eingestellt.

## Planungsgeschichte
Die Planungen einer Westumfahrung von Lyon begannen bereits in den 1960er Jahren. Laut den Planungen sollte die etwa 60 km lange Autobahn von der Autobahn 7 im Süden von Vienne abzweigen, die Autobahnen A 47, A 45, A 89 kreuzen und im Norden zwischen Limonest und nördlich von Villefranche-sur-Saône in die Autobahn 6 einfädeln. Die Anzahl der Anschlussstellen sollte begrenzt werden, da die Autobahn weitestgehend für den Transitverkehr geplant wurde. Nach Schätzungen sollte die Verkehrsstärke bei rund 33.000 Fahrzeugen pro Tag liegen, wobei ein Anteil von 21–23 % auf den Schwerlastverkehr entfallen sollte. Über eine Mautpflicht wurde bis zur Aufgabe des Projektes nicht entschieden.